# Hydrogenophilaceae
Hydrogenophilaceae é uma pequena família de proteobactérias, constituída por dois géneros. Os membros do género Hydrogenophilus são termofílicos, crescendo em ambientes com cerca de 50 °C e obtendo a sua energia por oxidação do hidrogénio. O outro género, denomina-se Thiobacillus, redefinido para incluir somente as espécies de betaproteobactérias. Outros membros de Thiobacillus foram transferidos para o género Acidithiobacillus, Halothiobacillus e Thermithiobacillus, agora colocados em outras famílias.
Thiobacillus é usado para controlar pragas (por exemplo, em batatas). Se uma zona afectada é tratada com enxofre e Thiobacillus, as bactérias oxidarão o enxofre até formar ácido sulfúrico,  destruindo a peste.